# Aleksandr Protopopov

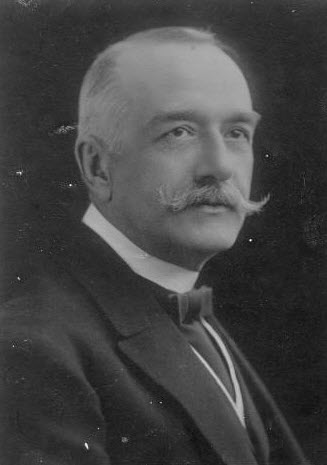
Aleksandr Protopopov

Aleksandr Dimitrijevitsj Protopopov (Russisch: Александр Дмитриевич Протопопов) (Simbirsk, 18 december 1866 - Moskou, 27 oktober 1918) was een Russisch politicus.

## Levensloop
Aleksandr Protopopov stamde uit de lagere landadel. Zijn vader was grootgrondbezitter en was eigenaar van een textielfabriek. Protopopov studeerde aan de cadettenschool van cavaleristen en daarna rechten aan de universiteit. Na zijn studies werd hij een van de directeuren van zijn vaders fabriek..
Aleksandr Protopopov sloot zich tijdens de Eerste Russische Revolutie van 1905 aan bij de Oktobristenpartij en behoorde tot de liberale linkervleugel van deze partij. In november 1907 werd hij in de Derde Staatsdoema (parlement) gekozen. Als doemalid werkte hij nauw samen met de fractievoorzitter van de Oktobristenpartij, en latere voorzitter van de Staatsdoema, Michail Rodzjanko. Op 26 november 1913 werd Protopopov gekozen tot vicevoorzitter van de Staatsdoema en werd hij Rodzjanko's plaatsvervanger.
Aleksandr Protopopov leidde in mei 1916, te midden van de Eerste Wereldoorlog, een delegatie van doemaleden voor een bezoek aan Frankrijk en het Verenigd Koninkrijk. Op de terugweg (juli 1916) naar Rusland had Protopopov een ontmoeting met een Duitse econoom (volgens andere bronnen een Zweedse financier). De econoom deed hem voorstellen inzake een aparte vredesregeling tussen Duitsland en Rusland.

## Minister van Binnenlandse Zaken
Protopopov had een zwakke gezondheid: Hij leed aan gedeeltelijke verlammingsverschijnselen, mogelijk veroorzaakt door voortschrijdende syfilis of een rugaandoening. Protopopov bezocht een kruidendokter genaamd Badmajev, die hem later bij de monnik Raspoetin introduceerde (1912). Protopopov werd een bekende van Raspoetin en de laatste adviseerde de tsaar in 1916 om Protopopov tot minister van Binnenlandse Zaken te benoemen. Ook de voorzitter van de Doema, Rodzjanko, de voorzitter van de Oktobristenpartij, Aleksandr Goetsjkov, en de tsarina, waren hier voorstanders van. Tsaar Nicolaas II van Rusland benoemde in september 1916 Protopopov tot minister van Binnenlandse Zaken. Als minister van Binnenlandse Zaken was Protopopov ook hoofd van de politie en de voedselvoorziening.
Aleksandr Protopopov, die voorheen bekendstond als liberaal, veranderde op slag in een reactionair en verdediger van het autocratisch bewind van de tsaar. De Oktobristen distantieerden zich direct van het beleid van Protopopov. De minister bleek niet in staat de voedselvoorziening in goede banen te leiden. Tijdens de begindagen van de Februarirevolutie lichtte hij de tsaar - die op het hoofdkwartier (Stavka) verbleef - onvoldoende in over de situatie in Petrograd. Op 12 maart 1917 zag Protopopov, nadat hij gefaald had om de opstand in Petrograd te onderdrukken, zich gedwongen om zijn ontslag aan te bieden.
De Voorlopige Regering die de keizerlijke regering op 15 maart 1917 verving, gelastte de arrestatie van Protopopov.
Na de Oktoberrevolutie (1917) viel Protopopov in handen van de bolsjewieken. Op 27 oktober 1918 werd Protopopov geëxecuteerd.